# Lara Trump
Lara Lea Trump (nacida Lara Lea Yunaska; Wilmington, Carolina del Norte, 12 de octubre de 1982) es una presentadora, productora de televisión, y organizadora de campañas estadounidense. Está casada con Eric Trump, uno de los hijos de Donald Trump.
Es productora y presentadora de Real News Update y la antigua productora de Inside Edition.

## Biografía
Lara Yunaska nació en Wilmington (Carolina del Norte) el 12 de octubre de 1982. Es hija de Robert Luke Yunaska y Linda Ann Sykes. Tiene un hermano menor, Kyle Robert Yunaska. Estudió en la North Carolina State University y en el French Culinary Institute en Nueva York.
Ha sido coordinadora de historias en el noticiero televisivo Inside Edition desde 2012 a 2016. Durante la campaña presidencial de Donald Trump de 2016, participó en campañas de apoyo al empoderamiento femenino por parte de Trump. Después de que su suegro fuera elegido presidente, se volvió productora y recaudadora de fondos para el presidente Trump y es portavoz de Real News Update. También ejercerá estos papeles para la campaña presidencial de 2020.
Apoya los derechos de los animales y ha hablado en nombre de organizaciones relacionadas con ellos.
Tras seis años de relación, el 8 de noviembre de 2014, Lara se casó con Eric Trump en la propiedad de Donald Trump en Mar-a-Lago, Palm Beach, Florida. El 12 de septiembre de 2017, Lara dio a luz a su primer hijo, Eric Frederick Trump, Jr., al que llaman simplemente Luke. El 19 de agosto de 2019 nació su segundo hijo, una niña, Carolina Dorothy. Es una ávida atleta.